# German Open (WTA)
German Open — професіональний жіночий тенісний турнір WTA, проводиться щорічно в Берліні, Німеччина. Початок історії турніру бере з 1896, і є найстарішим жіночим тенісним турніром у світі. За класифікацією WTA відносився до турнірів першої категорії, пізніше до WTA 500.

## Усі фінали

Логотип у 2005—2008 роках.

### Одиночний розряд
| Рік                 | Чемпіонка                             | Фіналістка                            | Рахунок                               |
| ↓ Гамбург (Ґрунт) ↓ | ↓ Гамбург (Ґрунт) ↓                   | ↓ Гамбург (Ґрунт) ↓                   | ↓ Гамбург (Ґрунт) ↓                   |
| ------------------- | ------------------------------------- | ------------------------------------- | ------------------------------------- |
| 1896                | Maren Thomsen                         | E. Lantzius                           | 6–3, 6–2, 7–5                         |
| 1897                | Бланш Бінґлі                          | Шарлотта Купер                        | 6–3, 6–2, 6–2                         |
| 1898                | Елсі Лейн                             | Тупі Ловтер                           | 7–5, 7–5                              |
| 1899                | Шарлотта Купер                        | Клара фон дер Шуленбурґ               | 7–5, 6–4                              |
| 1900                | Бланш Бінґлі (2)                      | Мюрієл Робб                           | 2–6, 8–6, 7–5                         |
| 1901                | Тупі Ловтер                           | Gladys Dudell                         | 6–0, 6–0                              |
| 1902                | Mary Ross                             | Hilda Meyer                           | 8–6, 6–0                              |
| 1903                | Вайолет Пінкні                        | Hilda Meyer                           | 6–2, 6–1                              |
| 1904                | Елсі Лейн (2)                         | L. Bergmann                           | 6–3, 6–0                              |
| 1905                | Елсі Лейн (3)                         | K. Krug                               | 6–0, 6–1                              |
| 1906                | Luise Berton                          |                                       | 4–6, 6–3, 6–1                         |
| 1907                | Маргіт Мадарас                        |                                       | 7–5, 0–6, 6–2                         |
| 1908                | Маргіт Мадарас (2)                    | Salusbury                             | 2–6, 6–4, 6–0                         |
| 1909                | Anita Heimann                         |                                       | 6–4, 0–6, 6–4                         |
| 1910                | Мікен Рік                             |                                       | 6–1, 6–3                              |
| 1911                | Мікен Рік (2)                         |                                       | 6–1, 4–6, 6–1                         |
| 1912                | Доротеа Керінґ                        |                                       | 6–2 6–2                               |
| 1913                | Доротеа Керінґ (2)                    |                                       | 6–4, 6–4                              |
| 1914- 1919          | не проводився                         | не проводився                         | не проводився                         |
| 1920                | Ільзе Фрідлебен                       |                                       |                                       |
| 1921                | Ільзе Фрідлебен (2)                   | Daisy Uhl                             | 9–7, 6–1                              |
| 1922                | Ільзе Фрідлебен (3)                   | Неллі Неппах                          |                                       |
| 1923                | Ільзе Фрідлебен (4)                   | Неллі Неппах                          |                                       |
| 1924                | Ільзе Фрідлебен (5)                   | Неллі Неппах                          |                                       |
| 1925                | Неллі Неппах                          | Ільзе Фрідлебен                       | 2–6, 6–4, 10–8                        |
| 1926                | Ільзе Фрідлебен (6)                   | Неллі Неппах                          | 5–7, 6–4, 6–2                         |
| 1927                | Сіллі Оссем                           | Ільзе Фрідлебен                       | 6–3, 6–3                              |
| 1928                | Дафне Акгерст                         | Сіллі Оссем                           | 2–6, 6–0, 6–4                         |
| 1929                | Паула фон Резнічек                    | Violet Chamberlain                    | 6–2, 4–6, 6–0                         |
| 1930                | Сіллі Оссем (2)                       | Гільде Кравінкель-Сперлінг            | 6–4, 6–4                              |
| 1931                | Сіллі Оссем (3)                       | Ірмґард Рост                          | 6–1, 6–2                              |
| 1932                | Лолетт Пайо                           | Гільде Кравінкель-Сперлінг            | 6–2, 1–6, 6–4                         |
| 1933                | Гільде Кравінкель-Сперлінг            | Сільві Юнґ Анротен                    | 6–2, 6–1                              |
| 1934                | Гільде Кравінкель-Сперлінг (2)        | Сіллі Оссем                           | 6–2, 6–3                              |
| 1935                | Гільде Кравінкель-Сперлінг (3)        | Сіллі Оссем                           | 9–7, 6–0                              |
| 1936                | не проводився                         | не проводився                         | не проводився                         |
| 1937                | Гільде Кравінкель-Сперлінг (4)        | Марі-Луїзе Горн                       | 4–6, 6–2, 6–2                         |
| 1938                | Гільде Кравінкель-Сперлінг (5)        | Марґо Лам                             | 6–1, 6–0                              |
| 1939                | Гільде Кравінкель-Сперлінг (6)        | Hella Kovac                           | 6–0, 6–1                              |
| 1940- 1947          | не проводився                         | не проводився                         | не проводився                         |
| 1948                | Ursula Rosenow                        | Інґе Поманн                           | 6–2, 8–6                              |
| 1949                | Марі Теран де Вейсс                   | Інґе Поманн                           | 6–2, 6–8, 9–7                         |
| 1950                | Дороті Гед Ноуд                       | Ursula Heidtmann                      | 6–3, 6–0                              |
| 1951                | Ненсі Вінн-Болтон                     | Марі Теран де Вейсс                   | 6–3, 6–3                              |
| 1952                | Дороті Гед Ноуд (2)                   | Еріка Воллмер                         | 6–1, 6–3                              |
| 1953                | Дороті Гед Ноуд                       | Джой Моттрам                          | 6–0, 4–6, 6–4                         |
| 1954                | Джой Моттрам                          | Інґе Поманн                           | 2–6, 7–5, 6–2                         |
| 1955                | Берил Пенроуз                         | Еріка Воллмер                         | 6–4, 6–4                              |
| 1956                | Телма Койн-Лонґ                       | Сільвана Лаццаріно                    | 7–5, 6–2                              |
| 1957                | Йола Рамірес                          | Росі Реєс                             | 7–5, 6–3                              |
| 1958                | Лоррен Коглан                         | Ширлі Брешер                          | 6–4, 7–5                              |
| 1959                | Едда Будінг                           | Жужа Кермеці                          | walkover                              |
| 1960                | Сандра Рейнольдс                      | Марія Буено                           | 7–5, 8–6                              |
| 1961                | Сандра Рейнольдс (2)                  | Йола Рамірес                          | 5–7, 7–5, 6–1                         |
| 1962                | Сандра Рейнольдс (3)                  | Енн Джонс                             | 4–6, 6–3, 7–5                         |
| 1963                | Рене Схюрман                          | Леслі Тернер Боурі                    | 6–4, 1–6, 6–3                         |
| 1964                | Маргарет Корт                         | Марія Буено                           | 6–1, 6–1                              |
| 1965                | Маргарет Корт (2)                     | Едда Будінг                           | 6–3, 6–2                              |
| 1966                | Маргарет Корт (3)                     | Марія Буено                           | 8–6, 6–3                              |
| 1967                | Франсуаз Дюрр                         | Леслі Тернер Боурі                    | 6–4, 6–4                              |
| 1968                | Аннетт ван Зіль                       | Джуді Тегарт-Далтон                   | 6–1, 7–5                              |
| 1969                | Джуді Тегарт-Далтон                   | Гельга Ніссен Мастгофф                | 6–3, 6–4                              |
| 1970                | Гельга Шультце-Hösl                   | Гельга Ніссен Мастгофф                | 6–3, 6–3                              |
| 1971                | Кінг Біллі Джин                       | Мастхофф Хельга                       | 6-3, 6-2                              |
| 1972                | Мастхофф Хельга                       | Туеро Лінда                           | 6-3, 3-6, 8-6                         |
| 1973                | Мастхофф Хельга                       | Валкед Пет                            | 6-4, 6-1                              |
| 1974                | Мастхофф Хельга                       | Мартіна Навратілова                   | 6-4, 5-7, 7-3                         |
| 1975                | Томанова Рената                       | Савамацу Казуко                       | 7-6, 5-7, 10-8                        |
| 1976                | Баркер Сю                             | Томанова Рената                       | 6-3, 6-1                              |
| 1977                | Дю Понт Лаура                         | Ейстерленер Хейді                     | 6-1, 6-4                              |
| 1978                | Яушовец Міма                          | Рузіці Вірджинія                      | 6-2, 6-3                              |
| 1979                | Штолл Каталін                         | Маршікова Регін                       | 7-6, 6-0                              |
| 1980                | не проводився                         | не проводився                         | не проводився                         |
| 1981                | Маршікова Регіна                      | Оссес Іванна                          | 6-2, 6-1                              |
| 1982                | Бунге Беттіна                         | Штункель Кеті Рінальді                | 6-2, 6-2                              |
| 1983                | Еверт Кріс                            | Ховарт Кетлін                         | 6-4, 7-6                              |
| 1984                | Коде Клаудія                          | Ховарт Кетлін                         | 7-6(8), 6-1                           |
| 1985                | Еверт Кріс                            | Штеффі Граф                           | 6-4, 7-5                              |
| 1986                | Штеффі Граф                           | Мартіна Навратілова                   | 6-2, 6-3                              |
| 1987                | Штеффі Граф                           | Коде Клаудія                          | 6-2, 6-3                              |
| 1988                | Штеффі Граф                           | Гелена Сукова                         | 6-3, 6-2                              |
| 1989                | Штеффі Граф                           | Габріела Сабатіні                     | 6-3, 6-1                              |
| 1990                | Селеш Моніка                          | Штеффі Граф                           | 6-4, 6-3                              |
| 1991                | Штеффі Граф                           | Аранча Санчес Вікаріо                 | 6-3, 4-6, 7-6(6)                      |
| 1992                | Штеффі Граф                           | Аранча Санчес Вікаріо                 | 4-6, 7-5, 6-2                         |
| 1993                | Штеффі Граф                           | Габріела Сабатіні                     | 7-6(3), 2-6, 6-4                      |
| 1994                | Штеффі Граф                           | Шульц Бренда                          | 7-6(6), 6-4                           |
| 1995                | Аранча Санчес Вікаріо                 | Магдалена Малеєва                     | 6-4, 6-1                              |
| 1996                | Штеффі Граф                           | Хабсудова Каріна                      | 4-6, 6-2, 7-5                         |
| 1997                | Фернандес Мері Джо                    | Марі П'єрс                            | 6-2, 3-6, 6-2                         |
| 1998                | Кончіта Мартінес                      | Амелі Моресмо                         | 6-4, 6-4                              |
| 1999                | Мартіна Хінгіс                        | Алар Жулі                             | 6-0, 6-1                              |
| 2000                | Кончіта Мартінес                      | Кетцер Аманда                         | 6-1, 6-2                              |
| 2001                | Амелі Моресмо                         | Дженніфер Капріаті                    | 6-4, 2-6, 6-3                         |
| 2002                | Жустін Енен                           | Серена Вільямс                        | 6-2, 1-6, 7-6(5)                      |
| 2003                | Жустін Енен                           | Кім Клейстерс                         | 6-4, 4-6, 7-5                         |
| 2004                | Амелі Моресмо                         | Вінус Вільямс                         | відмова                               |
| 2005                | Жустін Енен                           | Надія Петрова                         | 6-3, 4-6, 6-3                         |
| 2006                | Надія Петрова                         | Жустін Енен                           | 4-6, 6-4, 7-5                         |
| 2007                | Ана Іванович                          | Світлана Кузнецова                    | 3-6, 6-4, 7-6(4)                      |
| 2008                | Дінара Сафіна                         | Дементьєва Олена                      | 3-6, 6-2, 6-2                         |
| 2009- 2019          | Не проводився                         | Не проводився                         | Не проводився                         |
| ↓ Берлін (Трава) ↓  |                                       |                                       |                                       |
| 2020                | Не проводився через пандемію COVID-19 | Не проводився через пандемію COVID-19 | Не проводився через пандемію COVID-19 |
| 2021                | Людмила Самсонова                     | Белінда Бенчич                        | 1–6, 6–1, 6–3                         |
| 2022                | Унс Джабір                            | Белінда Бенчич                        | 6–3, 2–1, ret.                        |
| 2023                | Петра Квітова                         | Донна Векич                           | 6–2, 7–6(8–6)                         |
| 2024                | Джессіка Пегула                       | Ганна Калінська                       | 6–7(0–7), 6–4, 7–6(7–3)               |
| 2025                | Маркета Вондроушова                   | Ван Сіньюй                            | 7–6(12–10), 4–6, 6–2                  |

### Парний розряд
| Рік                         | Чемпіонки                                                                   | Поразка                                                                     | Рахунок                                                                     |
| ↓ Гамбург (ґрунт) ↓         | ↓ Гамбург (ґрунт) ↓                                                         | ↓ Гамбург (ґрунт) ↓                                                         | ↓ Гамбург (ґрунт) ↓                                                         |
| --------------------------- | --------------------------------------------------------------------------- | --------------------------------------------------------------------------- | --------------------------------------------------------------------------- |
| 1968                        | Аннетт ван Зіль Пат Вокден                                                  | Вінні Шоу Джуді Тегарт-Далтон                                               | 6–3, 7–5                                                                    |
| 1969                        | Джуді Тегарт-Далтон Гельга Ніссен Мастгофф                                  | Едда Будінг Гельга Шультце                                                  | 6–1, 6–4                                                                    |
| 1970                        | Карен Крантцке Керрі Мелвілл                                                | Вінні Шоу Вірджинія Вейд                                                    | 6–0, 6–1                                                                    |
| 1971                        | Розмарі Касалс Біллі Джин Кінг                                              | Гельга Ніссен Мастгофф Гайде Орт                                            | 6–2, 6–1                                                                    |
| 1972                        | Гельга Ніссен Мастгофф Гайде Орт                                            | Венді Овертон Валері Зігенфусс                                              | 6–3, 2–6, 6–0                                                               |
| 1973                        | Гельга Ніссен Мастгофф (2) Гайде Орт (2)                                    | Крістін Шоу Лаура Россоув                                                   | 6–1, 6–2                                                                    |
| 1974                        | Гельга Шультце Ракель Хіскафре                                              | Мартіна Навратілова Рената Томанова                                         | 6–3, 6–2                                                                    |
| 1975                        | Даянн Фромголтц Рената Томанова                                             | Пауліна Пейсачов Савамацу Кадзуко                                           | 6–3, 6–2                                                                    |
| 1976                        | Лінкі Бошофф Ілана Клосс                                                    | Лора Дюпонт Венді Тернбулл                                                  | 4–6, 7–5, 6–1                                                               |
| 1977                        | Лінкі Бошофф (2) Ілана Клосс (2)                                            | Регіна Маршикова Рената Томанова                                            | 2–6, 6–4, 7–5                                                               |
| 1978                        | Міма Яушовець Вірджинія Рузіч                                               | Катя Еббінгаус Гельга Ніссен Мастгофф                                       | 6–4, 5–7, 6–0                                                               |
| ↓ Західний Берлін (Ґрунт) ↓ |                                                                             |                                                                             |                                                                             |
| 1979                        | Розмарі Касалс (2) Венді Тернбулл                                           | Івонн Гулагонг-Коулі Керрі Мелвілл                                          | 6–2, 7–5                                                                    |
| 1981                        | Розалін Феербенк Таня Гартфорд                                              | Сью Баркер Рената Томанова                                                  | 6–3, 6–4                                                                    |
| 1980                        | Not held to make room for Federation Cup which took place at same location. | Not held to make room for Federation Cup which took place at same location. | Not held to make room for Federation Cup which took place at same location. |
| 1982                        | Ліз Ґордон Беверлі Моулд                                                    | Беттіна Бюнге Клаудія Коде-Кільш                                            | 6–3, 6–4                                                                    |
| 1983                        | Джо Дьюрі Енн Гоббс                                                         | Клаудія Коде-Кільш Ева Пфафф                                                | 6–4, 7–6(7–2)                                                               |
| 1984                        | Енн Гоббс (2) Кенді Рейнолдс                                                | Кетлін Горват Вірджинія Рузіч                                               | 6–3, 4–6, 7–6                                                               |
| 1985                        | Клаудія Коде-Кільш Гелена Сукова                                            | Штеффі Граф Катрін Танв'є                                                   | 6–4, 6–1                                                                    |
| 1986                        | Штеффі Граф Гелена Сукова (2)                                               | Мартіна Навратілова Андреа Темешварі                                        | 7–5, 6–2                                                                    |
| 1987                        | Клаудія Коде-Кільш (2) Гелена Сукова (3)                                    | Катаріна Ліндквіст Тіна Шоєр-Ларсен                                         | 6–1, 6–2                                                                    |
| 1988                        | Ізабель Демонжо Наталі Тозья                                                | Клаудія Коде-Кільш Гелена Сукова                                            | 6–2, 4–6, 6–4                                                               |
| 1989                        | Елізабет Смайлі Дженін Томпсон                                              | Ліз Грегорі Гретхен Раш                                                     | 5–7, 6–3, 6–2                                                               |
| 1990                        | Ніколь Брадтке Елна Рейнах                                                  | Гана Мандлікова Яна Новотна                                                 | 6–2, 6–1                                                                    |
| ↓ Берлін (Ґрунт) ↓          |                                                                             |                                                                             |                                                                             |
| 1991                        | Лариса Савченко-Нейланд Наташа Звєрєва                                      | Ніколь Брадтке Елна Рейнах                                                  | 6–3, 6–3                                                                    |
| 1992                        | Яна Новотна Лариса Савченко-Нейланд (2)                                     | Джиджі Фернандес Наташа Звєрєва                                             | 7–6(7–5), 4–6, 7–5                                                          |
| 1993                        | Джиджі Фернандес Наташа Звєрєва (2)                                         | Деббі Грем Бренда Шульц-Маккарті                                            | 6–1, 6–3                                                                    |
| 1994                        | Джиджі Фернандес (2) Наташа Звєрєва (3)                                     | Яна Новотна Аранча Санчес Вікаріо                                           | 6–3, 7–6(7–2)                                                               |
| 1995                        | Аманда Кетцер Інес Горрочатегі                                              | Лариса Савченко-Нейланд Габріела Сабатіні                                   | 4–6, 7–6, 6–2                                                               |
| 1996                        | Мередіт Макґрат Лариса Савченко-Нейланд (3)                                 | Мартіна Хінгіс Гелена Сукова                                                | 6–1, 5–7, 7–6(7–4)                                                          |
| 1997                        | Ліндсі Девенпорт Яна Новотна (2)                                            | Джиджі Фернандес Наташа Звєрєва                                             | 6–3, 3–6, 6–2                                                               |
| 1998                        | Ліндсі Девенпорт (2) Наташа Звєрєва (4)                                     | Александра Фусаї Наталі Тозья                                               | 6–3, 6–0                                                                    |
| 1999                        | Александра Фусаї Наталі Тозья (2)                                           | Яна Новотна Патрісія Тарабіні                                               | 6–3, 7–5                                                                    |
| 2000                        | Кончита Мартінес Аранча Санчес Вікаріо                                      | Аманда Кетцер Коріна Мораріу                                                | 3–6, 6–2, 7–6(9–7)                                                          |
| 2001                        | Ельс Калленс Меган Шонессі                                                  | Кара Блек Олена Лиховцева                                                   | 6–4, 6–3                                                                    |
| 2002                        | Олена Дементьєва Жанетта Гусарова                                           | Даніела Гантухова Аранча Санчес Вікаріо                                     | 0–6, 7–6(7–3), 6–2                                                          |
| 2003                        | Вірхінія Руано Паскуаль Паола Суарес                                        | Кім Клейстерс Суґіяма Ай                                                    | 6–3, 4–6, 6–4                                                               |
| 2004                        | Надія Петрова Меган Шонессі (2)                                             | Жанетта Гусарова Кончита Мартінес                                           | 6–2, 2–6, 6–1                                                               |
| 2005                        | Олена Лиховцева Віра Звонарьова                                             | Кара Блек Лізель Губер                                                      | 3–6, 6–3, 6–1                                                               |
| 2006                        | Янь Цзи Чжен Цзє                                                            | Олена Дементьєва Флавія Пеннетта                                            | 6–2, 6–3                                                                    |
| 2007                        | Ліза Реймонд Саманта Стосур                                                 | Татьяна Гарбін Роберта Вінчі                                                | 6–3, 6–4                                                                    |
| 2008                        | Кара Блек Лізель Губер                                                      | Нурія Льягостера Вівес Марія Хосе Мартінес Санчес                           | 6–2, 6–2                                                                    |
| 2009- 2019                  | Not held                                                                    | Not held                                                                    | Not held                                                                    |
| ↓ Берлін (Трава) ↓          |                                                                             |                                                                             |                                                                             |
| 2020                        | Не проводився через пандемію COVID-19                                       | Не проводився через пандемію COVID-19                                       | Не проводився через пандемію COVID-19                                       |
| 2021                        | Вікторія Азаренко Аріна Соболенко                                           | Ніколь Меліхар Демі Схюрс                                                   | 4–6, 7–5, [10–4]                                                            |
| 2022                        | Сторм Гантер Катержина Сінякова                                             | Алізе Корне Джил Тайхманн                                                   | 6–4, 6–3                                                                    |
| 2023                        | Каролін Гарсія Луїза Стефані                                                | Катержина Сінякова Маркета Вондроушова                                      | 4–6, 7–6(10–8), [10–4]                                                      |
| 2025                        | Тереза Михалкова Олівія Ніколлз                                             | Сара Еррані Жасмін Паоліні                                                  | 4−6, 6−2, [10−6]                                                            |